# Belkuchi
Belkuchi è un sottodistretto (upazila) del Bangladesh situato nel distretto di Sirajganj, divisione di Rajshahi. Si estende su una superficie di 164,31 km² e conta una popolazione di  352.835 abitanti (censimento 2011).